# 赤胸星雀
赤胸星雀（学名：Neochmia phaeton）是梅花雀科星雀属的一种，分布于印度尼西亚、巴布亚新几内亚和澳大利亚。该物种的保护状况被评为无危。
赤胸星雀的平均体重约为9.6克。栖息地包括亚热带或热带的（低地）湿润疏灌丛、灌木为主的湿地、耕地、湿地、灌溉地和湿润的稀树草原。